# La start - Zefir
La start - Zefir este un film românesc din 1983 regizat de Ilie Sterian. Rolurile principale au fost interpretate de actorii Răzvan Țancu, Cristina Deleanu, Constantin Diplan.

## Distribuție
Distribuția filmului este alcătuită din:
- Răzvan Țancu
- Cristina Deleanu
- Constantin Diplan